# Jerzy Brzęczek
Jerzy Józef Brzęczek (* 18. März 1971 in Truskolasy bei Częstochowa) ist ein ehemaliger polnischer Fußballspieler und jetziger -trainer.

## Karriere als Spieler

### Vereine
Brzęczek begann seine Karriere bei Raków Częstochowa. 1988 wechselte der zentrale Mittelfeldspieler zu Olimpia Posen und 1992 weiter zum Stadtrivalen Lech Posen. Mit diesem Verein wurde er in der Saison 1992/93 polnischer Meister. 1993 wechselte Brzęczek zu Górnik Zabrze, im Januar 1995 fand ein weiterer Wechsel zu GKS Katowice statt.
Im Sommer 1995 ging er ins Ausland zum FC Tirol Innsbruck, für den er bis 1997 spielte. Im Anschluss spielte er bis 1999 beim LASK. Nach finanziellen Problemen LASKs wechselte Brzęczek im Januar 1999 zum israelischen Verein Maccabi Haifa. Im Sommer 2000 kehrte er zum FC Tirol Innsbruck zurück, mit dem er in den Saisons 2000/01 sowie 2001/02 österreichischer Meister wurde. Nach dem darauffolgenden Konkurs und der Auflösung des Vereins wechselte Brzęczek zu Sturm Graz. Ab Februar 2004 spielte er für den Rest der Saison 2003/04 für den FC Kärnten, bevor er im Sommer 2004 zu FC Wacker Tirol, dem Nachfolgeverein des FC Tirol Innsbruck, wechselte. Nach der Saison 2006/07 wurde sein Vertrag unter dem neuen Wacker-Trainer Lars Søndergaard nicht verlängert.
Daraufhin verließ er Österreich und unterzeichnete für die Spielzeit 2007/08 wieder einen Vertrag beim polnischen Erstligisten Górnik Zabrze. Zur Rückrunde der Saison 2008/2009 spielte Jerzy Brzęczek für Polonia Bytom und absolvierte neun Saisonspiele, ehe er seine Karriere beendete.
Mit 307 Erstligaeinsätzen, in denen er 30 Tore schoss, ist Brzęczek einer der Ausländer mit den meisten Einsätzen in der österreichischen Liga.

### Nationalmannschaft
Brzęczek absolvierte zwischen 1992 und 1999 insgesamt 42 Spiele für die polnischen Nationalmannschaft, jedoch nie bei einer EM oder WM. Er erzielte vier Treffer im Nationaltrikot.
Brzęczek nahm mit der polnischen Olympiaauswahl an den Olympischen Sommerspielen 1992 in Barcelona teil. Die Mannschaft rückte dort bis in Finale vor, in dem sie mit 2:3 gegen die spanische Auswahl verlor und somit die Silbermedaille gewann. Brzęczek kam in allen sechs polnischen Turnierspielen zum Einsatz und führte die Mannschaft dabei als Kapitän aufs Feld.

## Karriere als Trainer
Nach seiner Spielerkarriere wurde Brzęczek Trainer. Seine erste Station war von 2010 bis 2014 sein Jugendverein Raków Częstochowa, der zum damaligen Zeitpunkt in der drittklassigen 2. Liga spielte. Im November 2014 wurde er Trainer des in der Ekstraklasa spielenden Clubs Lechia Gdansk, der ihn am 1. September 2015 wieder entließ. Ab Ende September 2015 war er Manager des Zweitligisten GKS Katowice. Am 20. Mai 2017 trat er vom Trainerposten zurück, da der angepeilte Aufstieg in die Ekstraklasa nach einer Niederlage gegen den Tabellenletzten MKS Kluczbork nicht mehr erreicht werden konnte.
Am 11. Juli 2017 wurde er Trainer von Wisła Płock. Mit dem Verein erreichte er in der Saison 2017/18 den fünften Platz in der Liga.
Am 12. Juli 2018 wurde er vom polnischen Fußballverband zum Trainer der polnischen Nationalmannschaft ernannt. Seine Amtszeit begann schwach, da Polen nach zwei Niederlagen und zwei Unentschieden aus der Gruppe A der UEFA Nations League 2018/19 abstieg. In der Qualifikation für die EM 2020 lief es jedoch deutlich besser, da die Mannschaft die ersten vier Spiele ohne Gegentor gewinnen konnte. Letztlich qualifizierte sich die Mannschaft souverän als Gruppenerster für die EM-Endrunde. Brzęczek wurde am 18. Januar 2021, fünf Monate vor dem Beginn Europameisterschaft, entlassen und durch den Portugiesen Paulo Sousa ersetzt.
Am 14. Februar 2022 wurde Brzęczek zum Cheftrainer des abstiegsbedrohten Erstligisten Wisła Krakau ernannt. Mit nur einem Sieg in 13 Ligaspielen konnte er Wisła nicht vor dem Abstieg in die 1. Liga bewahren, dem ersten Abstieg seit 1994. Nach fünf Siegen und zwei Unentschieden in 12 Spielen zu Beginn der Saison 2022/23 verließ Brzęczek den Verein im Oktober 2022.
Am 8. August 2025 wurde Brzęczek Trainer der Polen U21.

## Erfolge
- Silbermedaillengewinner bei den Olympischen Spielen 1992 mit der polnischen Olympiamannschaft
- Polnischer Meister: 1992/93 (mit Lech Posen)
- Österreichischer Meister (2): 200/01, 2001/02 (mit FC Tirol Innsbruck)

## Persönliches
Brzęczek ist der Onkel des polnischen Nationalspielers Jakub Błaszczykowski.